# 正税帳使
正税帳使（しょうぜいちょうし）とは、正税帳および枝文、義倉帳・官田地子帳などの関連公文書を太政官に進上するために諸国から派遣された使者。税帳使（ぜいちょうし）とも。四度使の1つ。

## 概要
国司または史生が任じられ、雑掌が付された。毎年2月30日までに正税帳やその関連文書を太政官に進上するとともに、民部省の勘会を受けて同省から返抄を受けなければ帰国できなかった。勘出（誤り）が指摘された場合には、正税帳が問題点を示した文書（正税返却帳）とともに返却され、再提出を求められた。
だが、8世紀後半に入ると、返抄を受けずに勝手に帰国する者、正税帳進上の違期・未進、正税帳使が太政官や民部省に出頭しない例などが多くなった。このため、弘仁6年（815年）に一時朝集使統合されたこともあった。だが、10世紀には正税そのものが形骸化して正税帳使の派遣自体が行われなくなり、11世紀には諸国から送られた公文書などを元に勘会の実務を行った主税寮が正税帳を形式的に作成した。